# Václav Drobný
Václav Drobný (nacido el 9 de septiembre de 1980 en Mělník, República Checa; fallecido el 28 de diciembre de 2012 en Hradec Králové, República Checa) fue un futbolista checo.
Durante su carrera, Drobný paso por distintos clubes de Francia, Inglaterra, Alemania y esencialmente República Checa hasta su retiro a mediados de 2011 en el Bohemians Praha. Su mayor éxito con un club fue el campeonato de liga que ganó con el Sparta Praga el año 2007. Tras colgar las botas, trabajó en televisión como comentarista.
Con su selección jugó tanto en categorías menores como con el seleccionado adulto. Como capitán de la selección sub-21 de República Checa llegó a ganar la Eurocopa Sub-21 del año 2002 a pesar de solo jugar dos partidos. Tiempo después, el año 2004, debutó en el combinado absoluto en un partido contra Japón; y el mismo año, jugó también contra Italia.
El 28 de diciembre de 2012, falleció luego de sufrir un accidente en trineo.

## Clubes
| Club                         | País            | Año         |
| ---------------------------- | --------------- | ----------- |
| F. K. Chmel Blšany           | República Checa | 1998 - 2002 |
| Racing Estrasburgo           | Francia         | 2002 - 2004 |
| Aston Villa (Cedido)         | Inglaterra      | 2004 - 2005 |
| Sparta Praga                 | República Checa | 2005        |
| FK Baumit Jablonec (Cedido)  | República Checa | 2005 - 2006 |
| Sparta Praga                 | República Checa | 2006 - 2007 |
| F. C. Augsburgo              | Alemania        | 2007 - 2008 |
| Football Club Spartak Trnava | Eslovaquia      | 2008- 2009  |
| Bohemians Praha              | República Checa | 2010 - 2011 |

## Palmarés (2)

### Campeonatos nacionales (1)
| Título         | Club         | País            | Año     |
| -------------- | ------------ | --------------- | ------- |
| Gambrinus Liga | Sparta Praga | República Checa | 2006/07 |

### Copas internacionales (1)
| Título          | Club (*)                            | Sede  | Año  |
| --------------- | ----------------------------------- | ----- | ---- |
| Eurocopa Sub-21 | Selección Sub-21 de República Checa | Suiza | 2002 |

(*) Incluyendo la selección